# Circuiti RS-232
Nella trasmissione seriale sono utilizzati diversi circuiti come gli RS-232, di interfaccia. L'Unione Internazionale delle Telecomunicazioni (ITU, in inglese International Telecommunication Union) e l'Electronic Industries Alliance (EIA) si sono adoperati per standardizzare questi circuiti e garantire l'interoperabilità fra i dispositivi.
Negli anni le raccomandazioni ITU-T ed EIA si sono evolute per cercare di avvicinarsi il più possibile l'un l'altro anche se alcune divergenze permangono.
Nel 1997 EIA con la definizione delle specifiche EIA/TIA-232-F Interface Between DTE and DCE Employing Serial Binary Data Interchange (Interfaccia fra un DTE e un DCE che utilizzano un interscambio dati binario seriale) ha rilasciato la sua ultima versione delle specifiche RS-232 garantendo la compatibilità con il passato ma avvicinandosi il più possibile alla raccomandazione V.24 dell'ITU-T.
Nel 2000 l'ITU ha rilasciato la sua raccomandazione ITU-T V.24 02/2000 che ha eliminato dalla sua definizione tutta una serie di circuiti sia perché poco diffusi o addirittura senza alcuna applicazione pratica, sia perché distanti dalle specifiche EIA. In particolare sono stati eliminati tutti i circuiti della serie 200 per l'interscambio parallelo previsto dalle precedenti raccomandazioni V.25 e V.20.

## Circuiti di interscambio V.24
Nella tabella sottostante si può trovare l'elenco delle definizioni dei circuiti di interscambio fra un data terminal equipment (DTE) e un data circuit-terminating equipment (DCE) con un'indicazione della direzione del segnale e la mappatura su vari connettori standard.
La piedinatura dei connettori fa riferimento all'interfaccia lato DTE, è importante, inoltre, tenere presente che, per quanto riguarda l'interfaccia RS-232, ne esistono diverse implementazioni e molto spesso non tutti i segnali sono presenti. A volte, poi alcuni costruttori hanno inserito dei segnali non standard o la semplice alimentazione. Altre volte, come ad esempio nei mouse seriali, alcuni segnali (il DTE nel caso del mouse) sono stati utilizzati per l'alimentazione elettrica del dispositivo stesso.
Per la nomenclatura dei circuiti si è adottata la terminologia inglese utilizzata dall'ITU-T in quanto è quella normalmente utilizzata su tutti i documenti e una traduzione potrebbe condurre ad errori di interpretazione. Nel paragrafo relativo al circuito si può trovare la descrizione in italiano.
| Numero circuito secondo ITU-T V.24 | Nome circuito secondo la raccomandazione ITU-T V.24 02/2000 | Tipo segnale | Flusso Primario/ Secondario | Direzione | Nome piedino | RS-232 DB-25 | DE-9 TIA-574 | EIA TIA 561 | Yost | Cisco 8P8C   | Hirschmann 8P8C | 10P10C | MMJ |
| ---------------------------------- | ----------------------------------------------------------- | ------------ | --------------------------- | --------- | ------------ | ------------ | ------------ | ----------- | ---- | ------------ | --------------- | ------ | --- |
| 102                                | Signal ground or common return                              | Massa        |                             |           | GND          | 7            | 5            | 4           | 4,5  | 4,5          | 4               | 6      | 3,4 |
| 102a                               | DTE common return                                           | Massa        |                             |           |              |              |              |             |      |              |                 |        |     |
| 102b                               | DCE common return                                           | Massa        |                             |           |              |              |              |             |      |              |                 |        |     |
| 102c                               | Common return                                               | Massa        |                             |           |              |              |              |             |      |              |                 |        |     |
| 103                                | Transmitted data                                            | Dati         | Primario                    | DTE → DCE | TD           | 2            | 3            | 6           | 3    | 3            | 3               | 8      | 2   |
| 104                                | Received data                                               | Dati         | Primario                    | DCE → DTE | RD           | 3            | 2            | 5           | 6    | 6            | 5               | 9      | 5   |
| 105                                | Request to send                                             | Controllo    | Primario                    | DTE → DCE | RTS          | 4            | 7            | 8           | 1    | 1 (Solo AUX) |                 | 4      |     |
| 106                                | Ready for sending                                           | Controllo    | Primario                    | DCE → DTE | CTS          | 5            | 8            | 7           | 8    | 8 (Solo AUX) |                 | 3      |     |
| 107                                | Data set ready                                              | Controllo    | Primario                    | DCE → DTE | DSR          | 6            | 6            | 1           | 7    | 7            |                 | 5      | 6   |
| 108/1                              | Connect data set to line                                    | Controllo    | Primario                    | DTE → DCE |              |              |              |             |      |              |                 |        |     |
| 108/2                              | Data terminal ready                                         | Controllo    | Primario                    | DTE → DCE | DTR          | 20           | 4            | 3           | 2    | 2            |                 | 7      | 1   |
| 109                                | Data channel received line signal detector                  | Controllo    | Primario                    | DCE → DTE | DCD          | 8            | 1            | 2           | 7    |              |                 | 10     |     |
| 111                                | Data signal rate selector (DTE)                             | Controllo    | Primario                    | DTE → DCE |              | 23           |              |             |      |              |                 |        |     |
| 112                                | Data signal rate selector (DCE)                             | Controllo    | Primario                    | DCE → DTE |              |              |              |             |      |              |                 |        |     |
| 113                                | Transmitter signal element timing (DTE)                     | Sincronismo  |                             | DTE → DCE | TC           | 24           |              |             |      |              |                 |        |     |
| 114                                | Transmitter signal element timing (DCE)                     | Sincronismo  |                             | DCE → DTE | TC           | 15           |              |             |      |              |                 |        |     |
| 115                                | Receiver signal element timing (DCE)                        | Sincronismo  |                             | DCE → DTE | RC           | 17           |              |             |      |              |                 |        |     |
| 116/1                              | Back-up switching in direct mode                            | Controllo    | Primario                    | DTE → DCE |              |              |              |             |      |              |                 |        |     |
| 116/2                              | Back-up switching in authorized mode                        | Controllo    | Primario                    | DTE → DCE |              |              |              |             |      |              |                 |        |     |
| 117                                | Standby indicator                                           | Controllo    | Primario                    | DCE → DTE |              |              |              |             |      |              |                 |        |     |
| 118                                | Transmitted backward channel data                           | Dati         | Secondario                  | DTE → DCE | S-TD         | 14           |              |             |      |              |                 |        |     |
| 119                                | Received backward channel data                              | Dati         | Secondario                  | DCE → DTE | S-RD         | 16           |              |             |      |              |                 |        |     |
| 120                                | Transmit backward channel line signal                       | Controllo    | Secondario                  | DTE → DCE | S-RTS        | 19           |              |             |      |              |                 |        |     |
| 121                                | Backward channel ready                                      | Controllo    | Secondario                  | DCE → DTE | S-CTS        | 13           |              |             |      |              |                 |        |     |
| 122                                | Backward channel received line signal detector              | Controllo    | Secondario                  | DCE → DTE | S-DCD        | 12           |              |             |      |              |                 |        |     |
| 125                                | Calling indicator                                           | Controllo    | Primario                    | DCE → DTE | RI           | 22           | 9            | 1           |      |              |                 | 2      |     |
| 126                                | Select transmit frequency                                   | Controllo    | Primario                    | DTE → DCE |              |              |              |             |      |              |                 |        |     |
| 128                                | Receiver signal element timing (DTE)                        | Sincronismo  |                             | DTE → DCE |              |              |              |             |      |              |                 |        |     |
| 131                                | Received character timing (DCE source)                      | Sincronismo  |                             | DCE → DTE |              |              |              |             |      |              |                 |        |     |
| 133                                | Ready for receiving                                         | Controllo    | Primario                    | DTE → DCE |              |              |              |             |      |              |                 |        |     |
| 134                                | Received data present                                       | Controllo    | Primario                    | DCE → DTE |              |              |              |             |      |              |                 |        |     |
| 135                                | Received energy present                                     | Controllo    | Primario                    | DCE → DTE |              |              |              |             |      |              |                 |        |     |
| 137                                | Transmitted character timing (DTE source)                   | Sincronismo  |                             | DTE → DCE |              |              |              |             |      |              |                 |        |     |
| 138                                | Transmitted character timing (DCE source)                   | Sincronismo  |                             | DCE → DTE |              |              |              |             |      |              |                 |        |     |
| 140                                | Loopback/Maintenance test                                   | Controllo    | Primario                    | DTE → DCE |              |              |              |             |      |              |                 |        |     |
| 141                                | Local loopback                                              | Controllo    | Primario                    | DTE → DCE | LL           | 18           |              |             |      |              |                 |        |     |
| 142                                | Test indicator                                              | Controllo    | Primario                    | DCE → DTE | TM           | 25           |              |             |      |              |                 |        |     |

### Circuito 102 - Signal ground
Massa di riferimento. Sigla utilizzata normalmente per il piedino: GND.
Questo conduttore è utilizzato come ritorno comune per tutti i segnali sbilanciati dell'interfaccia. L'ITU-T definisce anche tre altri circuiti di massa che possono essere utilizzati in alternativa al 102.
- Circuito 102a - DTE common return (ritorno comune per i segnali provenienti dal DTE)
- Circuito 102b - DCE common return (ritorno comune per i segnali provenienti dal DCE)
- circuito 102c - Common Return (ritorno comune indistinto DTE DCE.

### Circuito 103 - Trasmitted data
Dati Trasmessi. Sigla utilizzata normalmente per il piedino: TD. Direzione: Verso il DCE.
Questo circuito è utilizzato per inviare i dati verso il DCE. Questi dati possono essere trasmessi dal canale di comunicazione a uno o più DTE di destinazione oppure possono essere utilizzati dal DCE stesso per effettuare la chiamata o gestire le fasi di test.

### Circuito 104 - Received data
Dati Ricevuti. Sigla utilizzata normalmente per il piedino: RD. Direzione: Dal DCE.
Questo circuito è utilizzato per ricevere i dati dal DCE. Questi dati posso provenire da un DTE remoto oppure possono essere ricevuti direttamente dal DCE stesso a seguito di una chiamata, di una fase di test o di una richiesta di echo locale.

### Circuito 105 - Request to send
Richiesta trasmissione dati. Sigla utilizzata normalmente per il piedino: RTS. Direzione: Verso il DCE.
Questo circuito è utilizzato dal DTE per informare il DCE che ci sono o meno dei dati da trasmettere.
- Valore ON: il DCE si deve porre in modalità di ricezione
- Valore OFF: il DCE si deve porre in modalità di riposo e non ha più bisogno di monitorare la linea 103.

### Circuito 106 - Ready for sending
Pronto a trasmettere i dati. Sigla utilizzata normalmente per il piedino: CTS (Clear To Send). Direzione: Dal DCE.
Questo circuito è utilizzato dal DCE per informare il DTE che il canale dati è pronto per la trasmissione.
- Valore ON: il DTE può inviare i dati al DCE
- Valore OFF: il DTE deve attendere.

### Circuito 107 - Data set ready
Pronto ad operare. Sigla utilizzata normalmente per il piedino: DSR. Direzione: Dal DCE.
Questo circuito è utilizzato dal DCE per informare il DTE che è pronto ad operare.
- Valore ON: il DTE può inviare altri segnali di controllo.
- Valore OFF: il DCE è spento, non può operare o, se il circuito 106 è ON necessita di istruzioni per la connessione ad un altro DCE.

Questo circuito è anche utilizzato in congiunzione con il circuito 142 per la gestione delle fasi di test.

### Circuito 108.1 - Connect data set to line
Connessione dati attivata. Direzione: Verso il DCE.
Circuito analogo al 108.2 utilizzato, però, quando si fa uso di un convertitore di segnale come DCE, invece di un classico modem.

### Circuito 108.2 - Data terminal ready
Terminale dati pronto. Sigla utilizzata normalmente per il piedino: DTR. Direzione: Verso il DCE.
Questo circuito è utilizzato dal DTE per informare il DCE che è operativo.
- Valore ON: il DCE deve attivarsi, analizzando lo stato di altri circuiti come 103 e 105 o effettuare una chiamata verso il DCE remoto se è stato programmato per compiere questa operazione.
- Valore OFF: il DCE deve disattivarsi chiudendo l'eventuale connessione con il dispositivo remoto.

### Circuito 109 - Data channel received line signal detector
Segnale di linea ricevuto sul canale di comunicazione. Sigla utilizzata normalmente per il piedino: DCD (Data Carrier Detected). Direzione: Dal DCE.
Questo circuito è utilizzato dal DCE per informare il DTE che ha rilevato il segnale di portante sul canale di comunicazione.
- Valore ON: segnale di portante rilevato.
- Valore OFF: segnale di portante non rilevato.

### Circuito 111 - Data signalling rate selector (DTE source)
Selezione velocità di trasferimento (da DTE). Direzione: Verso il DCE.
Questo circuito è utilizzato dal DTE per informare un DCE che supporta due velocità di trasferimento quale utilizzare.
- Valore ON: Velocità di trasferimento alta
- Valore OFF: Velocità di trasferimento bassa.

### Circuito 112 - Data signalling rate selector (DCE source)
Selezione velocità di trasferimento (da DTE). Direzione: Dal DCE.
Questo circuito è utilizzato dal DCE, che supporta due velocità di trasmissione, per informare il DTE quale utilizzare.
- Valore ON: Velocità di trasferimento alta
- Valore OFF: Velocità di trasferimento bassa.

### Circuito 113 - Transmitter signal element timing (DTE source)
Clock di trasmissione generato dal DTE. Sigla utilizzata normalmente per il piedino: TC. Direzione: Verso il DCE.
Questo circuito è utilizzato dal DTE per trasmettere al DCE il clock di trasmissione relativo ai dati sul circuito 103, è utilizzato solo per comunicazioni sincrone in cui l'origine del clock sia uno dei due DTE.

### Circuito 114 - Transmitter signal element timing (DCE source)
Clock di trasmissione generato dal DCE. Sigla utilizzata normalmente per il piedino: TC. Direzione: Dal DCE.
Questo circuito è utilizzato dal DCE per trasmettere al DTE il clock di trasmissione relativo ai dati che dovrà trasmettere sul circuito 103, è utilizzato solo per comunicazioni sincrone in cui l'origine del clock è il DCE. Questa è l'opzione più comune per le comunicazioni sincrone ossia clock generato dalla rete pubblica.

### Circuito 115 - Receiver signal element timing (DCE source)
Clock di ricezione generato dal DCE. Sigla utilizzata normalmente per il piedino: RC. Direzione: Dal DCE.
Questo circuito è utilizzato dal DCE per trasmettere al DTE il clock di ricezione relativo ai dati che riceverà sul circuito 104, è utilizzato solo per comunicazioni sincrone.

### Circuito 116 - Back-up switching
Passaggio al collegamento di backup. Direzione: Verso il DCE.
Questo circuito è utilizzato dal DTE per inviare al DCE il comando di attivazione della linea di back-up.

### Circuito 117 - Standby indicator
Passaggio al collegamento di backup. Direzione: Dal DCE.
Questo circuito è utilizzato dal DCE per informare il DTE che è passato alla modalità di back-up.

### Circuito 118 - Transmitted backward channel data
Canale Secondario Dati Trasmessi. Sigla utilizzata normalmente per il piedino: S-TD. Direzione: Verso il DCE.
Questo circuito è analogo al 103 ma si riferisce al canale di trasmissione secondario. Raramente viene implementato.

### Circuito 119 - Received backward channel data
Canale Secondario Dati Ricevuti. Sigla utilizzata normalmente per il piedino: S-RD. Direzione: Dal DCE.
Questo circuito è analogo al 104 ma si riferisce al canale di trasmissione secondario. Raramente viene implementato.

### Circuito 120 - Transmit backward channel line signal
Canale Secondario Richiesta trasmissione dati. Sigla utilizzata normalmente per il piedino: S-RTS. Direzione: Verso il DCE.
Questo circuito è analogo al 105 ma si riferisce al canale di trasmissione secondario. Raramente viene implementato.

### Circuito 121 - Backward channel ready
Canale Secondario Pronto a trasmettere i dati. Sigla utilizzata normalmente per il piedino: S-CTS. Direzione: Dal DCE.
Questo circuito è analogo al 106 ma si riferisce al canale di trasmissione secondario. Raramente viene implementato.

### Circuito 122 - Backward channel received line signal detector
Canale Secondario Segnale di linea ricevuto sul canale di comunicazione. Sigla utilizzata normalmente per il piedino: S-DCD. Direzione: Dal DCE.
Questo circuito è analogo al 109 ma si riferisce al canale di trasmissione secondario. Raramente viene implementato.

### Circuito 125 - Calling indicator
Segnale di chiamata. Sigla utilizzata normalmente per il piedino: RI (Ring Indicator). Direzione: Dal DCE.
Questo circuito è utilizzato dal DCE per informare il DTE che è in arrivo una chiamata sul canale di comunicazione..

### Circuito 126 - Select transmit frequency
Selezione frequenza di trasmissione. Direzione: Verso il DCE.
Questo circuito è utilizzato dal DTE per informare un DCE che supporta due frequenze di trasmissione quale utilizzare.
- Valore ON: Frequenza di trasmissione alta
- Valore OFF: Frequenza di trasmissione bassa.

### Circuito 128 - Receiver signal element timing (DTE source)
Clock di ricezione generato dal DTE. Sigla utilizzata normalmente per il piedino: RC. Direzione: Verso il DCE.
Questo circuito è utilizzato dal DTE per trasmettere al DCE il clock di ricezione relativo ai dati sul circuito 104. È raramente implementato.

### Circuito 131 - Received character timing (DCE source)
Clock di ricezione, relativo al carattere, generato dal DCE. Direzione: Dal DCE.
Questo circuito è utilizzato dal DCE per trasmettere al DTE il clock di ricezione relativo ai dati che riceverà sul circuito 104 riferito al carattere o a un byte di 8-bit. Raramente implementato.

### Circuito 133 - Ready for receiving
Pronto a ricevere. Direzione: Verso il DCE.
Questo circuito è utilizzato dal DTE per informare il DCE che è pronto a ricevere dati sul circuito 104. È raramente implementato.

### Circuito 134 - Received data present
Dati presenti. Direzione: Dal DCE.
Questo circuito è utilizzato dal DCE per informare il DTE che ci sono dei dati da inviare sul circuito 104. È raramente implementato.

### Circuito 135 - Received energy present
Energia rilevata sulla linea. Direzione: Dal DCE.
Questo circuito è utilizzato dal DCE per informare il DTE che ha rilevato la presenza di energia sul canale di comunicazione. È raramente implementato.

### Circuito 137 - Transmitted character timing (DTE source)
Clock di trasmissione, relativo al carattere, generato dal DTE. Direzione: Verso il DCE.
Questo circuito è utilizzato dal DTE per trasmettere al DCE il clock di trasmissione relativo ai dati che trasmetterà sul circuito 103 riferito al carattere o a un byte di 8-bit. Raramente implementato.

### Circuito 138 - Transmitted character timing (DCE source)
Clock di trasmissione, relativo al carattere, generato dal DCE. Direzione: Dal DCE.
Questo circuito è utilizzato dal DCE per trasmettere al DTE il clock di trasmissione relativo ai dati che il DTE trasmetterà sul circuito 103 riferito al carattere o a un byte di 8-bit. Raramente implementato.

### Circuito 140 - Loopback/Maintenance test
LoopBack/Manutenzione. Direzione: Verso il DCE.
Questo circuito è utilizzato dal DTE per richiedera la DCE di iniziare un LoopBack o altra modalità di test della connessione.

### Circuito 141 - Local loopback
LoopBack locale. Direzione: Verso il DCE.
Questo circuito è utilizzato dal DTE per richiedera la DCE di iniziare un LoopBack locale.

### Circuito 142 - Test indicator
Indicatore di test. Direzione: Dal DCE.
Questo circuito è utilizzato dal DCE per informare il DTE che è in modalità di test.

## Connettore DB-25
Il connettore DB-25 è il connettore classico per le connessioni seriali utilizzato fin dagli anni sessanta. Non tutti gli utilizzi di questo connettore sono, però, legati alla trasmissione seriale. Il connettore DB-25 femmina presente sui PC, ad esempio, è una porta parallela mentre il connettore DB-25 su un Apple Macintosh è una porta SCSI.

### Interfaccia EIA/TIA-232-F
Piedinatura di una seriale secondo la raccomandazione EIA/TIA-232-F con la nomenclatura dei circuiti proposta da ITU-T con la raccomandazione V.24. La piedinatura si riferisce ad un connettore lato DTE. Normalmente questo connettore è maschio come nell'immagine qui a sopra..
Per avere una descrizione di ciascun circuito si può seguire il link fornito dal numero di circuito V.24.
| Numero piedino | Nome piedino | Direzione | Numero V.24 | Descrizione ITU-T                              |
| -------------- | ------------ | --------- | ----------- | ---------------------------------------------- |
| 1              | Schermatura  |           |             |                                                |
| 2              | TD           | DTE → DCE | 103         | Transmitted data                               |
| 3              | RD           | DCE → DTE | 104         | Received data                                  |
| 4              | RTS          | DTE → DCE | 105         | Request to send                                |
| 5              | CTS          | DCE → DTE | 106         | Ready for sending                              |
| 6              | DSR          | DCE → DTE | 107         | Data set ready                                 |
| 7              | GND          |           | 102         | Signal ground or common return                 |
| 8              | DCD          | DCE → DTE | 109         | Data channel received line signal detector     |
| 12             | S-DCD        | DCE → DTE | 122         | Backward channel received line signal detector |
| 13             | S-CTS        | DCE → DTE | 121         | Backward channel ready                         |
| 14             | S-TD         | DTE → DCE | 118         | Transmitted backward channel data              |
| 15             | TC           | DTE → DCE | 114         | Transmitter signal element timing (DCE)        |
| 16             | S-RD         | DCE → DTE | 119         | Received backward channel data                 |
| 17             | RC           | DCE → DTE | 115         | Receiver signal element timing (DCE)           |
| 18             | LL           | DTE → DCE | 141         | Local loopback                                 |
| 19             | S-RTS        | DTE → DCE | 120         | Transmit backward channel line signal          |
| 20             | DTR          | DTE → DCE | 108/2       | Data terminal ready                            |
| 22             | RI           | DCE → DTE | 125         | Calling indicator                              |
| 23             |              | DTE → DCE | 111         | Data signal rate selector (DTE)                |
| 24             | TC           | DTE → DCE | 113         | Transmitter signal element timing (DTE)        |
| 25             | TM           | DCE → DTE | 142         | Test indicator                                 |

### Connettore seriale PC-IBM
La IBM nel suo PC IBM utilizzò solo alcuni circuiti per l'interfaccia RS-232 non permettendone, tra l'altro, l'utilizzo per connessioni sincrone. Questa configurazione dell'interfaccia seriale fu poi quasi universalmente adottata anche per sistemi diversi dal PC nelle connessioni RS-232.
Per avere una descrizione di ciascun circuito si può seguire il link fornito dal numero di circuito V.24.
| Numero piedino | Nome piedino | Direzione | Numero V.24 | Descrizione ITU-T                          |
| -------------- | ------------ | --------- | ----------- | ------------------------------------------ |
| 1              | Schermatura  |           |             |                                            |
| 2              | TD           | DTE → DCE | 103         | Transmitted data                           |
| 3              | RD           | DCE → DTE | 104         | Received data                              |
| 4              | RTS          | DTE → DCE | 105         | Request to send                            |
| 5              | CTS          | DCE → DTE | 106         | Ready for sending                          |
| 6              | DSR          | DCE → DTE | 107         | Data set ready                             |
| 7              | GND          |           | 102         | Signal ground or common return             |
| 8              | DCD          | DCE → DTE | 109         | Data channel received line signal detector |
| 20             | DTR          | DTE → DCE | 108/2       | Data terminal ready                        |
| 22             | RI           | DCE → DTE | 125         | Calling indicator                          |

## Connettore DE-9 EIA/TIA-574
IBM introdusse il connettore DE-9 per le connessioni RS-232connector nel 1984 con il Personal Computer AT. Solo nel 1990 questa piedinatura venne standardizzata dal EIA/TIA con la raccomandazione 574.
Per avere una descrizione di ciascun circuito si può seguire il link fornito dal numero di circuito V.24.
| Numero piedino | Nome piedino | Direzione | Numero V.24 | Descrizione ITU-T                          |
| -------------- | ------------ | --------- | ----------- | ------------------------------------------ |
| 1              | DCD          | DCE → DTE | 109         | Data channel received line signal detector |
| 2              | RD           | DCE → DTE | 104         | Received data                              |
| 3              | TD           | DTE → DCE | 103         | Transmitted data                           |
| 4              | DTR          | DTE → DCE | 108/2       | Data terminal ready                        |
| 5              | GND          |           | 102         | Signal ground or common return             |
| 6              | DSR          | DCE → DTE | 107         | Data set ready                             |
| 7              | RTS          | DTE → DCE | 105         | Request to send                            |
| 8              | CTS          | DCE → DTE | 106         | Ready for sending                          |
| 9              | RI           | DCE → DTE | 125         | Calling indicator                          |

## Connettore 8P8C
Il connettore 8P8C, spesso erroneamente chiamato RJ-45, è un connettore molto flessibile e diventato di uso comune con la diffusione di ethernet tanto da essere uno standard de-facto nel cablaggio di edifici. Dave Yost nel 1987 ne ha proposto un suo utilizzo anche per le trasmissioni seriali.

### Piedinatura EIA/TIA-561
Piedinatura di una seriale secondo la raccomandazione TIA-561 del 10/12/1998 dal nome Simple 8-position non-synchronous interface between data terminal equipment and data circuit - terminating equipment employing serialbinary data interchange, successivamente integrata a novembre 2000. Le specifiche elettriche sono definite da TIA-562 del 12/10/1998 dal titolo Electrical characteristics for an unbalanced digital interface, integrata nel novembre 2000 e maggio 2003.
I segnali Data set ready (DSR) e Calling indicator (RI) sono riuniti in un unico segnale. L'interfaccia è conforme a RS-232D.
Sebbene questa standardizzazione di connessione seriale su 8P8C è avvenuta undici anni dopo la Piedinatura proposta da Yost, non ha mantenuto la flessibilità per la gestione delle connessioni null-modem risultando di fatto poco implementata anche se, non adottando una doppia connessione per il Signal Ground (GND), ha permesso la separazione fra Data channel received line signal detector (DCD) e Data set ready (DSR).
| Numero piedino | Nome piedino | Direzione | Numero V.24 | Descrizione ITU-T                          |
| -------------- | ------------ | --------- | ----------- | ------------------------------------------ |
| 1              | DSR+RI       | DCE → DTE | 107 + 125   | Data set ready + Calling indicator         |
| 2              | DCD          | DCE → DTE | 109         | Data channel received line signal detector |
| 3              | DTR          | DTE → DCE | 108/2       | Data terminal ready                        |
| 4              | GND          |           | 102         | Signal ground or common return             |
| 5              | RD           | DCE → DTE | 104         | Received data                              |
| 6              | TD           | DTE → DCE | 103         | Transmitted data                           |
| 7              | CTS          | DCE → DTE | 106         | Ready for sending                          |
| 8              | RTS          | DTE → DCE | 105         | Request to send                            |

### Piedinatura proposta da Yost
| Numero piedino | Nome piedino | Direzione | Numero V.24 | Descrizione ITU-T                                           |
| -------------- | ------------ | --------- | ----------- | ----------------------------------------------------------- |
| 1              | RTS          | DTE → DCE | 105         | Request to send                                             |
| 2              | DTR          | DTE → DCE | 108/2       | Data terminal ready                                         |
| 3              | TD           | DTE → DCE | 103         | Transmitted data                                            |
| 4              | GND          |           | 102         | Signal ground or common return                              |
| 5              | GND          |           | 102         | Signal ground or common return                              |
| 6              | RD           | DCE → DTE | 104         | Received data                                               |
| 7              | DSR+DCD      | DCE → DTE | 107 + 109   | Data set ready + Data channel received line signal detector |
| 8              | CTS          | DCE → DTE | 106         | Ready for sending                                           |

### Piedinatura utilizzata da Cisco

#### Porta Console
| Numero piedino | Nome piedino | Direzione | Numero V.24 | Descrizione ITU-T              |
| -------------- | ------------ | --------- | ----------- | ------------------------------ |
| 2              | DTR          | DTE → DCE | 108/2       | Data terminal ready            |
| 3              | TD           | DTE → DCE | 103         | Transmitted data               |
| 4              | GND          |           | 102         | Signal ground or common return |
| 5              | GND          |           | 102         | Signal ground or common return |
| 6              | RD           | DCE → DTE | 104         | Received data                  |
| 7              | DSR          | DCE → DTE | 107         | Data set ready                 |

#### Porta AUX
| Numero piedino | Nome piedino | Direzione | Numero V.24 | Descrizione ITU-T              |
| -------------- | ------------ | --------- | ----------- | ------------------------------ |
| 1              | RTS          | DTE → DCE | 105         | Request to send                |
| 2              | DTR          | DTE → DCE | 108/2       | Data terminal ready            |
| 3              | TD           | DTE → DCE | 103         | Transmitted data               |
| 4              | GND          |           | 102         | Signal ground or common return |
| 5              | GND          |           | 102         | Signal ground or common return |
| 6              | RD           | DCE → DTE | 104         | Received data                  |
| 7              | DSR          | DCE → DTE | 107         | Data set ready                 |
| 8              | CTS          | DCE → DTE | 106         | Ready for sending              |

### Piedinatura utilizzata da Hirshmann
| Numero piedino | Nome piedino | Direzione | Numero V.24 | Descrizione ITU-T              |
| -------------- | ------------ | --------- | ----------- | ------------------------------ |
| 3              | TD           | DTE → DCE | 103         | Transmitted data               |
| 4              | GND          |           | 102         | Signal ground or common return |
| 5              | RD           | DCE → DTE | 104         | Received data                  |

## Connettore 10P10C
| Numero piedino | Nome piedino | Direzione | Numero V.24 | Descrizione ITU-T                          |
| -------------- | ------------ | --------- | ----------- | ------------------------------------------ |
| 1              | Schermatura  |           |             |                                            |
| 2              | RI           | DCE → DTE | 125         | Calling indicator                          |
| 3              | CTS          | DCE → DTE | 106         | Ready for sending                          |
| 4              | RTS          | DTE → DCE | 105         | Request to send                            |
| 5              | DSR          | DCE → DTE | 107         | Data set ready                             |
| 6              | GND          |           | 102         | Signal ground or common return             |
| 7              | DTR          | DTE → DCE | 108/2       | Data terminal ready                        |
| 8              | TD           | DTE → DCE | 103         | Transmitted data                           |
| 9              | RD           | DCE → DTE | 104         | Received data                              |
| 10             | DCD          | DCE → DTE | 109         | Data channel received line signal detector |

## Connettore DECconnect MMJ
| Numero piedino | Nome piedino | Direzione | Numero V.24 | Descrizione ITU-T              |
| -------------- | ------------ | --------- | ----------- | ------------------------------ |
| 1              | DTR          | DTE → DCE | 108/2       | Data terminal ready            |
| 2              | TD           | DTE → DCE | 103         | Transmitted data               |
| 3              | GND          |           | 102         | Signal ground or common return |
| 4              | GND          |           | 102         | Signal ground or common return |
| 5              | RD           | DCE → DTE | 104         | Received data                  |
| 6              | DSR          | DCE → DTE | 107         | Data set ready                 |